# إستفان ناغي
إستفان ناغي (بالمجرية:Nagy István)، من مواليد 14 ابريل 1939 ، لاعب كرة قدم هنغاري سابق.
لعب مع منتخب هنغاريا لكرة القدم.

## روابط خارجية
- إشتڤان ناج على موقع الاتحاد الدولي (مؤرشف)  (الإنجليزية)
- إشتڤان ناج على موقع قاعدة بيانات كرة القدم.إي يو (الإنجليزية)
- إشتڤان ناج على موقع بيانات كرة القدم. دي إي (الألمانية)
- إشتڤان ناج على موقع ناشيونال فوتبول تيمز (الإنجليزية)
- إشتڤان ناج على موقع Soccerway.com (الإنجليزية)
- إشتڤان ناج على موقع عالم كرة القدم.نت (الإنجليزية)
- إشتڤان ناج على موقع أوليمبيديا (الإنجليزية)